# Ungeduld des Herzens (Roman)
Der Roman Ungeduld des Herzens, der 1939 veröffentlicht wurde, ist der einzige beendete Roman des österreichischen Autors Stefan Zweig.

## Inhalt
Der junge Leutnant Anton Hofmiller wird in das Schloss des ungarischen Magnaten Lajos von Kékesfalva eingeladen. Dort lernt er dessen gelähmte Tochter Edith kennen und entwickelt Zuneigung, vor allem aber tiefes subtiles Mitleid für sie. Hofmiller macht der unheilbar Kranken, die sich in ihn verliebt, Hoffnungen auf baldige Genesung und verlobt sich schließlich sogar mit ihr. Doch da er nur aus Mitleid, nicht aus Liebe handelt, nimmt das Unheil seinen Lauf. Aus Angst vor Spott und Verachtung steht er in der Öffentlichkeit nicht zu ihrer Verbindung. Als Edith erfährt, dass er die Verlobung vor anderen verleugnet, stürzt sie sich von einem Turm. Von Schuldgefühlen überwältigt, stürzt er sich in einer sinnlosen Flucht in die Kämpfe des beginnenden Ersten Weltkriegs.

## Erstausgabe
- Ungeduld des Herzens. Roman. Bermann-Fischer/Allert de Lange, Stockholm/Amsterdam 1939

## Hörspiel
- 1961: Ungeduld des Herzens. Mit Gustl Halenke, Walter Andreas Schwarz, Matthias Fuchs, Dagmar von Thomas, Kurt Ebbinghaus u. a., Regie und Hörspielbearbeitung: Gert Westphal; Musik: Peter Zwetkoff. Produktion des Südwestfunk, Westdeutscher Rundfunk, Schweizer Radio DRS und Österreichischer Rundfunk.

## Filme
- 1946: Ungeduld des Herzens (Beware of pity) – Regie: Maurice Elvey – Darsteller: Lilli Palmer und Albert Lieven
- 1970: Merhamet (Pity) – Regie: Bilge Olgaç – Darsteller: Türkan Şoray und Demir Karahan
- 1979: La Pitié dangereuse / Ungeduld des Herzens – Regie: Édouard Molinaro – Darsteller: Marie-Hélène Breillat, Mathieu Carrière
- 2013: Любовь за любовь (Liebe um Liebe) – Regie: Sergei Ashkenazi
- 2023: Kysset – Regie: Bille August – Darsteller: Esben Smed und Clara Rosager
- 2025: Ungeduld des Herzens – Regie: Lauro Cress – Darsteller: Giulio Brizzi und Ladina von Frisching

## Manuskripte
Eine große Sammlung an Manuskripten von Stefan Zweig liegt im Deutschen Literaturarchiv Marbach. Der Roman Ungeduld des Herzens ist dort im Literaturmuseum der Moderne in Marbach in der Dauerausstellung zu sehen, von den ersten Notizen über die Reinschrift bis hin zu den Druckfahnen.